# Étang de Lemps
Ne doit pas être confondu avec étang du Grand-Lemps.
L'étang de Lemps est un étang situé dans département français de l'Isère, dans l'Isle Crémieu, à cheval sur les communes d'Optevoz et de Saint-Baudille-de-la-Tour. Représentatif des zones humides du nord de l'Isère, il a une superficie de 23 hectares et est un espace naturel sensible.